# Zittau
Zittau (tiếng Séc: Žitava, tiếng Ba Lan: Żytawa) là thành phố ở đông nam bang tự do Sachsen, Đức, gần biên giới giữa Đức, Cộng hoà Séc và Ba Lan Thời điểm năm 2007, thành phố có 29.361 dân. Thành phố thuộc huyện Görlitz. 
Đô thị Zittau có diện tích 66,74 km².

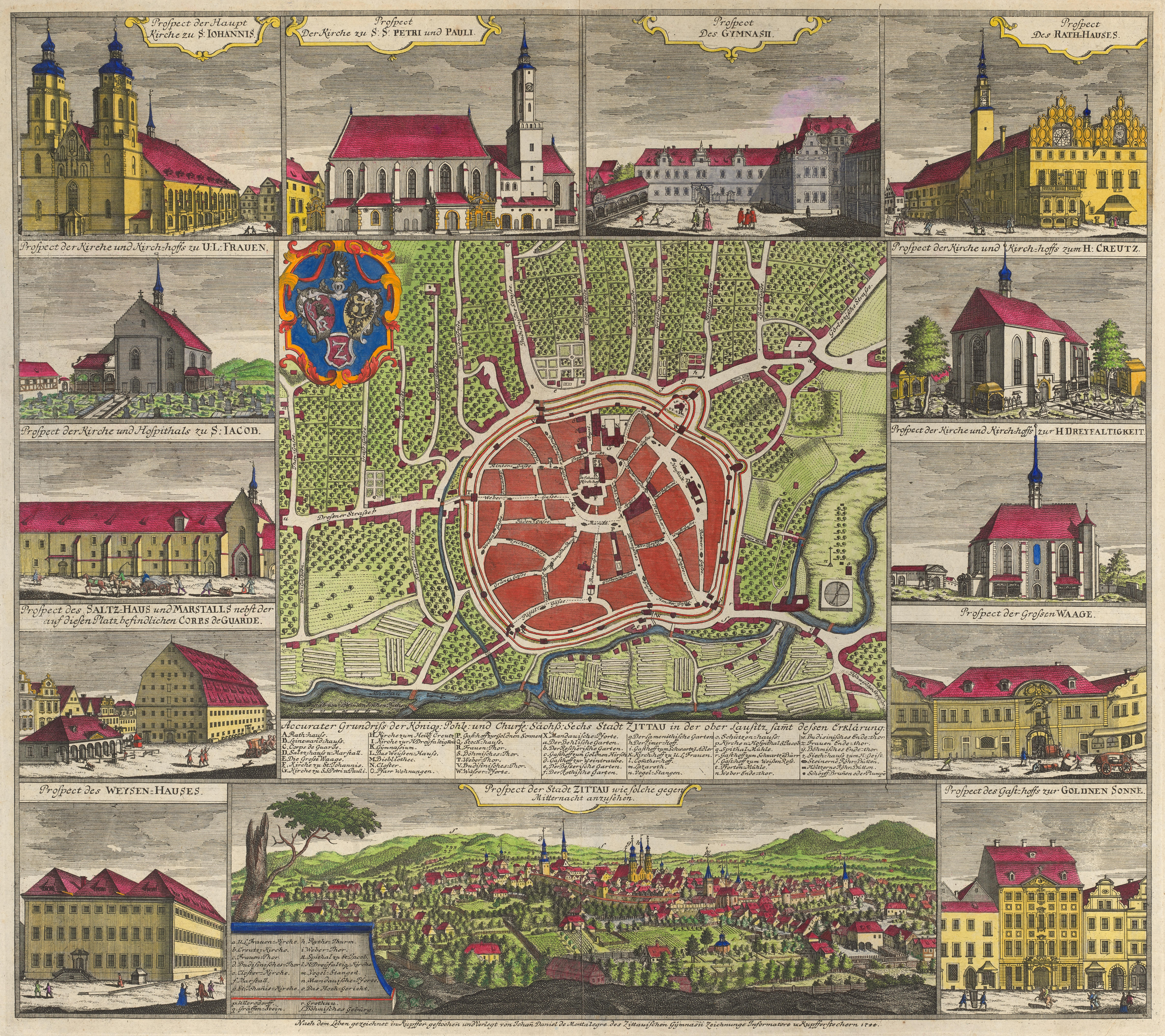
Zittau năm 1744.